# Сент Џон (Вашингтон)
Сент Џон (енгл. St. John) град је у америчкој савезној држави Вашингтон. По попису становништва из 2010. у њему је живело 537 становника.

## Демографија
Према попису становништва из 2010. у граду је живело 537 становника, што је 11 (2,0%) становника мање него 2000. године.
| Група             | 2000.       | 2010.       |
| Белци             | 530 (96,7%) | 505 (94,0%) |
| Афроамериканци    | 0 (0,0%)    | 1 (0,2%)    |
| Азијати           | 3 (0,5%)    | 1 (0,2%)    |
| Хиспаноамериканци | 9 (1,6%)    | 10 (1,9%)   |
| Укупно            | 548         | 537         |